# Alfonso Godá
Alfonso Goda Alabau (Valencia, 1912 - 29 de julio de 2003) fue un actor español.

## Biografía
Su trayectoria inicial fue musical, actuando como barítono de zarzuela y destacando especialmente en el género de la revista. Sus primeros grandes éxitos fueron La Cenicienta del Palace (1940) y Yola (1941) ambas junto a Celia Gámez. Durante esa representación conoció a la que fue su esposa durante más de 50 años, la vedette Maruja Boldoba. 
A lo largo de la década de 1940 y a veces en compañía de su esposa, encadena éxitos - siempre en el género de la revista - como Si Fausto fuera Faustina (1942), Rumbo a pique (1943), Tres días para quererte (1945), Veinticuatro horas mintiendo (1947) o La cuarta de A. Polo (1951).
En los 50 abandona los espectáculos musicales y centra su carrera en la interpretación de comedias teatrales, debutando en el cine en 1956, de la mano de Juan Antonio Bardem con una de las cintas más emblemáticas de la historia del cine español: Calle Mayor.
Seguirían algo más de una veintena de títulos, entre los que destacan La colmena, de Mario Camus.

## Filmografía
- Las chicas de hoy en día (TV)
  - Las chicas de hoy en día marcan el paso (1992)
- Los jinetes del alba (TV) (1990)
- El Lute II: mañana seré libre (1988)
- El pico 2 (1984)
- Chispita y sus gorilas (1982)
- La colmena (1982)
- Asesinato en el Comité Central (1982)
- Femenino singular (1982)
- Es peligroso casarse a los 60 (1981)
- Estudio 1 (TV)
  - Maribel y la extraña familia (1980)
- La Gioconda está triste (1977)
- Los cuatro salvajes (1967)
- Nunca pasa nada (1963)
- Piedra de toque (1963)
- La gran familia (1962)
- Madame Sans Gene (1961)
- Tres de la Cruz Roja (1961)
- Honorables sinvergüenzas (1961)
- Fantasmas en la casa (1961)
- Mi último tango (1960)
- Crimen para recién casados (1960)
- Buen viaje, Pablo (1959)
- La ironía del dinero (1957)
- Malinconico autunno (1959)
- Un marido de ida y vuelta (1957)
- Calle Mayor (1956)